# Насьйональ (Асунсьйон)
«Насьйона́ль» (ісп. «Club Nacional») — парагвайський футбольний клуб з Асунсьйона. Заснований 5 червня 1904 року.

## Досягнення
- Чемпіон Парагваю (8): 1909, 1911, 1924, 1926, 1942, 1946, 2009 К, 2011 А